# D album
《D album》은 KinKi Kids의 4번째 앨범이다. 2000년 12월 13일 발매. 최고순위는 1위이다. 본 앨범전에 'KinKi Single Selection'의 발매도 있어 C album의 발매 후 정규앨범으로는 약 1년 4개월만의 발매이다. D album의 'D'는 앞서 발매한 A,B,C album과 함께 'Album Best Choise Dantotsu'을 나타내며 두 사람의 성인 '堂本(Domoto)＝D' 즉 우리의 앨범이란 뜻을 갖고있다.

## 수록곡
1. Burning Love
작사・작곡: オオヤギヒロオ(오오야기 히로오)　편곡: 宗像仁志(무나카타 히로시)
2. Back Fire
작사: 戸沢暢美(도자와 노부미)　작곡・편곡: 石塚知生(이시즈카 토모오)
3. 夏の王様
작사: 康珍化(강진화) 작곡: 羽田一郎(하다 이치로)　편곡: 船山基紀(후네야마 모토키)
KinKi Kids의 10번째 싱글
도모토 쯔요시 주연 「Summer Snow」(2000년) 주제가
4. Misty
작사・작곡: 堂島孝平(도지마 코헤이)　편곡: CHOKKAKU
5. エンジェル
작사: 浅田信一(아사다 신이치)　작곡: 谷本新(타니모토 신)　편곡: 白井良明(시라이 요시아키)
6. 十二月
작사・작곡: 堂本剛(도모토 쯔요시)　편곡: 新川博(신카와 히로시)
도모토 쯔요시 솔로곡
7. ナンとかしましょう
작사: 三井拓(미츠이 히로시)　작곡・편곡: Face 2 fAKE
8. こたえはきっと心の中に
작사・작곡・편곡: 堂島孝平(도지마 코헤이)
9. 永遠の日々…
작사・작곡: 堂本光一(도모토 코이치)　편곡: 石塚知生(이시즈카 토모오)/鶴田海生(츠루타 카이오)
도모토 코이치 솔로곡
10. 欲望のレイン
작사: 戸沢暢美(도자와 노부미)　작곡: 宮崎歩(미야자키 아유미)　편곡: 鈴木雅也(스즈키 마사야)
11. KinKi Kids forever
작사・작곡・편곡: Jonas Saeed　일본어가사: 尾上一平(오노에 잇페이)
12. もう君以外愛せない
작사・작곡: 周水(canna)　편곡: 重実徹(시게미 토오루)
KinKi Kids의 10번째 싱글
도모토 코이치 주연 「天使が消えた街(천사가 사라진 거리)」(2000년) 주제가
13. Hey!和
작사・작곡: 永井真人(나가이 마사토)　편곡: CHOKKAKU